# 沈士賢
沈 士賢（しん しけん、? - 1953年1月10日）は、湖北省漢口出身のカトリック神父。洗礼名はヨセフで、1950年代における中国カトリック教会の“四大才子”（董世祉、張伯達、陳哲敏、沈士賢）の一人である。

## 生涯
18歳の時に家を離れて外国に留学し、相次いでイギリス、アイルランド、イタリアなどの国で学究を深めた。33歳で帰国した時は、既に神学、哲学及び政治学の3つの博士号を有していた。
1948年初め、リベリ大司教はアイルランド聖コロンバン会宣教師のマグラス（W.A.Mcgrath、中国名：莫克勤）と沈士賢を漢陽教区から上海に転任させ、天主教教務協進会でレジオ・マリエ（中国語：聖母軍）本部を設立した。沈士賢は震旦女子文理院と震旦女中学校で授業をしていたので、1948年4月5日に、震旦女子文理院で上海聖レジオ・マリエ初の支団である“善導聖母軍支団”が成立した。1949年初め、震旦女中学校で相次いで2つの支団が組織され、それぞれ“可奇之母支団”と“仁慈之母支団”、といい、メンバーは合わせて22人であった。この他に、聖コロンバン会の上海市での組織機構が置かれた崇真堂と楊樹浦聖心医院でも支団を組織した。1949年3月27日、沈士賢は上海のレジオ・マリエの人員を率いて、聖ペトロ教会で決起集会を挙行した。この後、レジオ・マリエは上海市で迅速に発展した。
1951年9月6日、上海天主教協進会の陳哲敏、沈士賢、侯之正、ルグラン（Le Grand、中国名：高楽康）、プレボー（Mg. Prevost、中国名：趙玉明）の5人と聖コロンバン会のマグラス神父は同じ日に逮捕され、上海市南車站路看守所（工作員を監禁する場所）に監禁された。1951年10月8日、上海市軍管会はレジオ・マリエの取締りを宣言した。
1953年1月10日、沈士賢はリウマチ性の心臟病により、上海市監獄病院で病死した。同院のフランス人イエズス会のジャン・ビロー（Jean Billot、中国名：萬里）は危篤の沈士賢に臨終の秘蹟を施した。